# Ludwig Ehrenberger

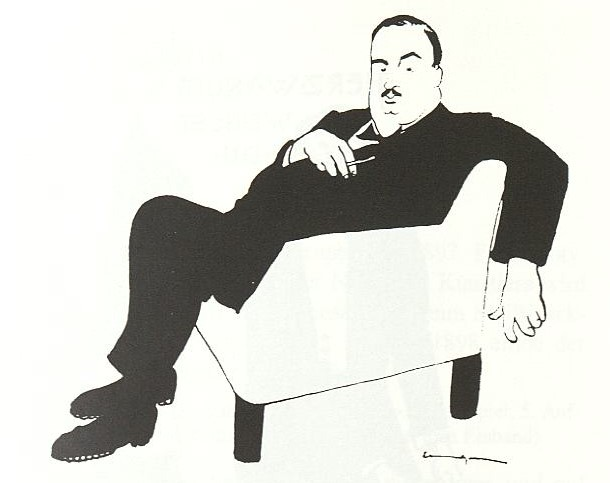
Ludwig Ehrenberger: Selbstkarikatur

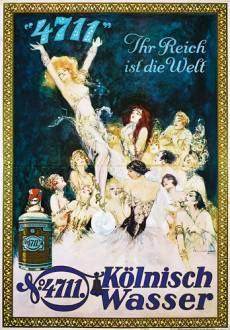
Plakat für Kölnisch Wasser

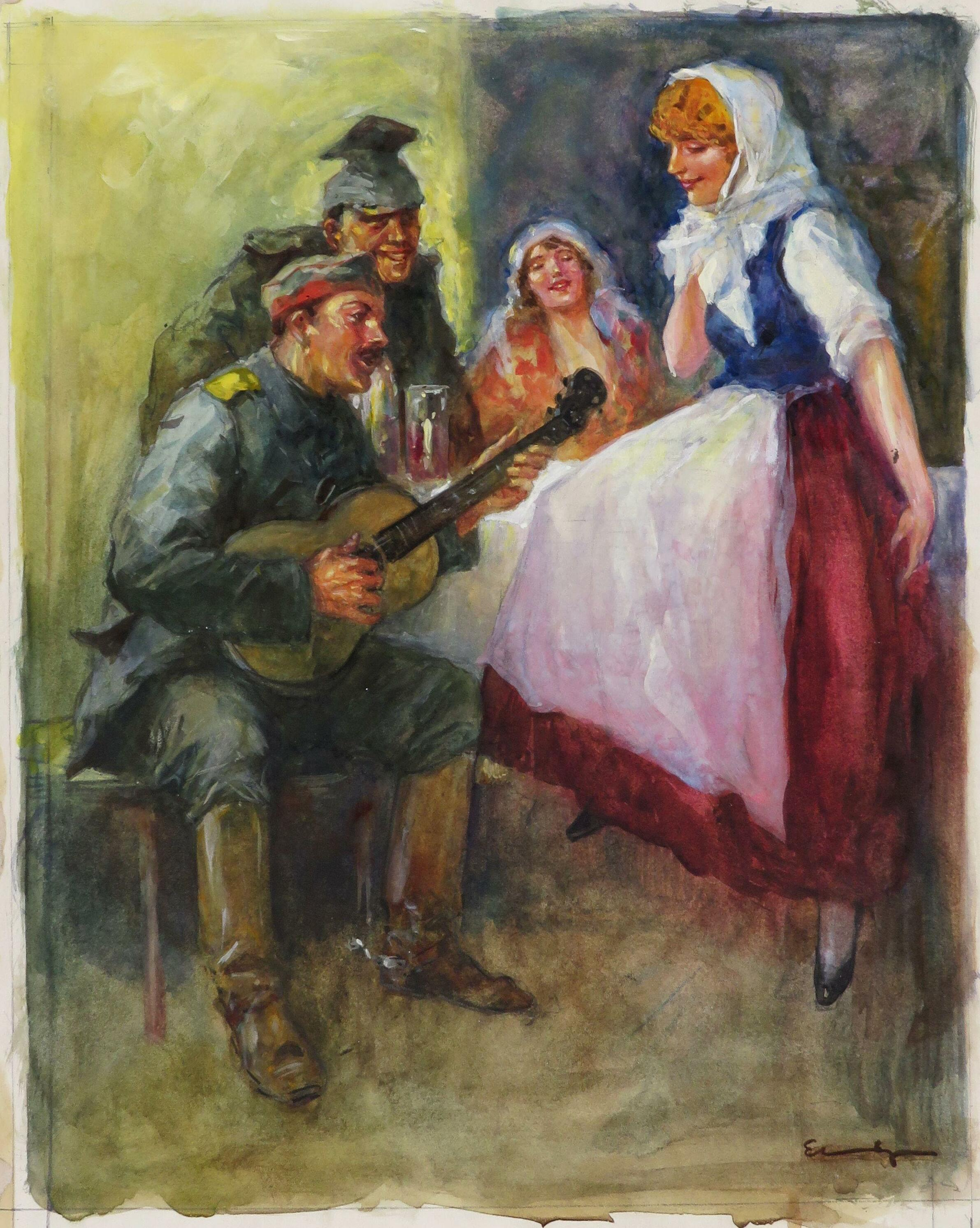
Soldatenständchen

Ludwig (Lutz) Ehrenberger, Pseudonym Henry Sebastian und Böckenyi (* 14. März 1878 in Graz; † 30. November 1950 in Saalfelden) war ein österreichischer Plakatkünstler, Maler sowie Werbe- und Illustrationszeichner.

## Leben
Ludwig (Lutz) Ehrenberger wurde als Sohn eines Gutsbesitzers in Graz geboren. Er übersiedelte früh zu seiner Großmutter, der Baronin Therese Pojak von Bekönyi (1818–1903), nach Wien. Hier besuchte er das Piaristengymnasium in der Josefstadt. Nach einem Vorbereitungsjahr an der Malschule Heinrich Strehblow trat er 1896 in die Wiener Akademie der bildenden Künste in die von Christian Griepenkerl geleitete Allgemeine Malerschule ein. Hier studierte er bei Siegmund L’Allemand (1840–1910), einem akademischen Maler mit realistischer Tendenz, der als Kriegsmaler bekannt wurde. Abschließend besuchte er von 1901 bis 1902 die Spezialschule für Malerei bei Alois Delug (1859–1930), einem prominenten Bozner Porträtmaler. Seine künstlerische Ausbildung beendete er an der Münchner Kunstgewerbeschule. 
Mit seiner Großmutter reiste er mehrmals durch den Pinzgau, da sie in Hochfilzen Kuren machte. Er war von der Gegend so begeistert, dass er 1904 in Saalfelden nach eigenen Entwürfen ein Atelier errichtete. 1906 wurde nach seinen Entwürfen eine Jugendstilvilla in Saalfelden-Ramseiden erbaut und 1907 fertiggestellt (von ihm das Guten-Morgen-Haus genannt). Das Anwesen war luxuriös; neben der eigentliche Villa bestand hier ein Atelierhaus sowie ein für die damaligen Zeiten ungewöhnlicher Swimmingpool. Auch die Innenausstattung hatte er selbst individuell gestaltet. 1908 nahm er einen zweiten Wohnsitz in Berlin, wo er in der Güntzelstraße ein Atelier eröffnete.
Nach einer frühen Scheidung von seiner ersten Frau heiratete er 1914 die aus Triest stammende Künstlerin Lydia Horn (1886–1962); auch diese hatte in München Kunst an einer privaten Malschule studiert. Seine Frau war seine Muse und stand ihm auch Modell; sie galt als emanzipiert und sportliebend. Nach ihrer Heirat stellte sie ihre künstlerische Tätigkeit ein und führte erst nach seinem Tod ihre Arbeiten wieder fort. Das Ehepaar bewohnte das Saalfeldener Anwesen zumeist in den Sommermonaten. Vermutlich zog Ehrenberger 1919 nach Paris und eröffnete in der Rue de La Fontaine im 16. Arrondissement ein Atelier: eine Arbeit aus dieser Zeit ist „Karneval in Paris (1922)“. Nachdem sein Atelier in München bei den ersten Bombenangriffen 1940 zerstört worden war, lebte er des Öfteren und nach dem Zweiten Weltkrieg fast ausschließlich mit seiner Frau, ihrer Schwester Elvira und seiner jungen Sekretärin in Saalfelden. Nach dem Tod des Ehepaares wäre das Anwesen beinahe abgerissen worden, wurde aber dann von einem einheimischen Ehepaar erworben, das seitdem dort wohnt.

## Werk
Im Ersten Weltkrieg war er als Kriegsmaler tätig. In München begann er als Mitarbeiter der illustrierten Zeitschrift Der Komet, von 1913 bis 1929 war er in Berlin Redakteur und politischer Karikaturist der Satirezeitschrift Lustige Blätter. Er unterhielt Ateliers in Saalfelden, München bis 1940 und bis 1935 in Paris; hier veröffentlichte er unter dem Pseudonym Henry Sebastian seine Zeichnungen, u. a. in der Zeitschrift La Vie Parisienne. 
Er entwarf Film- und Fremdenverkehrsplakate sowie Reklamen für Firmen wie Kölnisch Wasser und Shell und war dabei kommerziell sehr erfolgreich. Auch zeichnete er für illustrierte Blätter wie UHU, Elegante Welt, Reigen, Stella und den Simplicissimus. Bekannt sind auch seine Buchillustrationen, z. B. der Zyklus zu Das trunkene Lied von Friedrich Nietzsche. 
Bekannt wurde er auch durch frivol anmutende Themen (Ehrenberger Album, 1922), wobei die Frauen zwar kaum bekleidet, aber als starke Persönlichkeiten dargestellt wurden (Dame mit Peitsche, 1930). Seit 1940 nahm er an Ausstellungen des Künstlerhauses Salzburg teil („Bildnis aua der Kampfzeit“, „Bildnis einer Mutter“).
1942 war Ehrenberger mit einem großen Aquarell Junge Deutsche Frau auf der Großen Deutschen Kunstausstellung in München vertreten, das die Stadt München für 1200 RM erwarb.
Nach 1938 entwarf er monumentale Propagandagemälde für den Nationalsozialismus, wie z. B. 1941 ein Triptychon für die Salzburger Stadtbücherei im Schloss Mirabell, das ihm damals 6.000.- RM einbrachte, in der Gegenwart jedoch mit harscher Kritik versehen wurde (Nicolaus Schaffer, 2025: „abstoßende kämpferische Parteigesinnung“). Dargestellt sind ein „heroischer Bauer mit Gebirgslandschaft“, „Jungmann mit Kriegsvision“ und „heroische Bäuerin mit Gebirgslandschaft“. Er ist auch von 1938 bis 1945 als NSDAP-Mitglied eingetragen. Nach dem Krieg malte er amerikanische Soldatengesichter und fertigte bemalte Holzpuppen an. Die letzte große Gruppenausstellung, an der er mit einer Kleopatra-Darstellung teilnahm, war die Große Wiener Kunstausstellung von 1949.
Da seine Frau aus Triest stammte, kam ein größerer Teil seines Nachlasses nach Italien. Der Rest seines Nachlasses wird im Schloss Ritzen im Heimatmuseum Saalfelden aufbewahrt. 2017 erregten seine Werke in einer Ausstellung, in dem ein Teil seines italienischen Nachlasses ausgestellt wurde, im Meseó Magi'900 in Pieve di Cento unter dem Titel „Hommage an die Weiblichkeit der Belle Époque, von Toulouse-Lautrec bis Ehrenberger“ Aufsehen.